# بولنت إردم
بولنت إردم (مواليد 21 نوفمبر 1948) هو مبارز بالسيف تركي، مثّل بلاده في الألعاب الأولمبية الصيفية 1972.

## روابط خارجية
بولنت إردم على موقع أوليمبيديا (الإنجليزية)